# Régiment d'artillerie métropolitaine du Levant
Le régiment d'artillerie métropolitaine du Levant (RAML) est une unité militaire de l'Armée d'armistice, stationnée au Levant de 1940 à 1941. Il est scindé en deux en janvier 1941, formant le 1er RAML et le 2d RAML. Ces deux régiments sont dissous en novembre 1941 après la campagne de Syrie menée par les Britanniques.

## Histoire
Le régiment est formé le 17 novembre 1940 avec les groupes métropolitains envoyés au Levant et non démobilisés : le IIIe groupe du 80e régiment d'artillerie nord-africaine (RANA), le Ier du 86e RANA, le XIe groupe du 93e régiment d'artillerie de montagne et le IIIe du 352e régiment d'artillerie lourde portée. Le 421e groupe autonome de DCA (trois batteries de canons de 75 CA (en)) forme le III/RAML et les batteries 1015, 1034 et 1037 du 404e régiment d'artillerie de DCA (canons de 25 CA) forment le IV/RAML. Les personnels du 286e régiment d'artillerie lourde divisionnaire rejoignent également le RAML. Le RAML est stationné à Damas, Marjayoun, Rayak et Beyrouth.
Le 1er janvier 1941, le régiment est scindé : les quatre premiers groupes rejoignent le 1er RAML. Le 2e RAML est formé avec le V/RAML, le groupe spécial d'artillerie (GSA, artilleurs syriens des troupes spéciales) et le groupe d'artillerie de Légion étrangère du Levant (GALL, artilleurs du 6e régiment étranger d'infanterie). Le 1er RAML est à Damas, Rayak et Baalbek et le 2e RAML à Alep, Tripoli, Homs, Lattaquié et Deir ez-Zor.
Le V/1er RAML est formé le 13 juin 1941 avec deux batteries d'artillerie lourde et une batterie antichar. Le 25 juin ou le 1er juillet 1941, les III/ et IV/1er RAML deviennent les groupes I et II du 421e groupe autonome de DCA. 
Le 1er et le 2e RAML participe à la campagne de Syrie pendant la Seconde Guerre mondiale du côté vichyste,.
Après l'armistice de Saint-Jean-d'Acre, le GALL fusionne dans le 6e régiment étranger et le GSA est dissous. Les autres unités des deux RAML sont rapatriées en juillet 1941 en France, à Chambéry pour le 1er RAML et à Privas pour le 2e.
Le 1er novembre, les restes des RAML forment à Chambéry le groupe autonome d'artillerie métropolitaine du Levant, qui rejoint Constantine en 1942 et devient le Ve groupe du 63e régiment d'artillerie d'Afrique.

## Chefs de corps
Le RAML est commandé par le colonel Billiet puis par le colonel Casanova.

## Insigne
Il présente un coq gaulois aux couleurs tricolores (cou bleu, tête et queue rouge). Le coq est placé sur deux fûts de canon en sautoir, devant un croissant.